# 天津诸圣堂
天津诸圣堂又名安里甘教堂、浙江路教堂，建于1936年，是为天津英国侨民服务的圣公会教堂。位于原天津英租界马场道（Race Course Road）（今和平区浙江路2号），该建筑目前是天津市文物保护单位和重点保护等级历史风貌建筑。

## 历史
1880年，英国圣公会设立华北教区，起初活动中心在山东泰安，后来移驻北京。主教史嘉乐常从北京到天津来为英国圣公会信徒举行礼拜，地点在合众会堂。1893年，天津英租界工部局将咪哆士道（今泰安道）与马场道东北端（今浙江路）的一片沼泽地赠予教会，建成一座容纳60人的小教堂。不久即感觉需要建造较大的教堂。1900年6月举行奠基仪式不久，就因为义和团事变而停工。1901年事变平息后重新开工，到1903年教堂正式落成。1935年，原教堂因火灾烧毁，次年进行重建。此外，圣公会在九江路另有一处教堂，供中国教徒们做礼拜。。
1958年，天津市基督教各教派实行联合礼拜，浙江路堂为保留下来的四处教堂之一。文化大革命中教堂关闭，被工厂占用。1997年，教堂被列为天津市第二批市级文物保护单位。2009年6月，诸圣堂进行修复，恢复原貌，年底竣工。
諸聖堂因其獨樹一幟的風格吸引了眾多攝影愛好者。電影《南京！南京！》和《白幽靈傳奇之絕命逃亡》也曾在教堂內部取景。

## 建筑
天津诸圣堂为明显的哥特式风格，有高耸的钟楼和细长的门窗，能容纳300人。建筑的产权单位为天津市宗教房地产公司。